# Cecilia Pillado
Cecilia Pillado (nacida en ciudad de Mendoza Argentina) es una actriz italo argentina alemana de películas y teatro, pianista clásica y compositora. En 2005 lanzó en Alemania su propio sello discográfico Tango Malambo que se mantuvo inactivo hasta el 2013, debido a que hasta ese año sus discos fueron lanzados por  Berlin Classics y Sony Classical Alemania.

## Biografía
En su juventud, fue miembro del Instituto Goethe Mendoza Theatre Company, dirigido por Gladys Ravalle, mientras realizaba sus estudios de música en la Universidad Nacional de Cuyo. Fue a través del Goethe Institute que llegó a Alemania, donde completó sus estudios en actuación y música en Universidad de las Artes de Berlín con una beca de la Fundación Friedrich Naumann para la Libertad.
Hasta el día de hoy, trabaja en ambas áreas de las Artes escénicas. Como artista, está igualmente interesada en actuaciones como solista de piano, música de cámara, composición y actuaciones en películas, televisión y teatro.

### Carrera artística
Egresada de la Universidad de las Artes de Berlín, participó en varias producciones del "Latin-American Theater Berlin", un grupo teatral independiente bajo la dirección de su compatriota Emilio Schechtmann.
Después de algunas apariciones en la pantalla, decidió perfeccionar el arte de la actuación en películas y TV y viajó a Los Ángeles en 1998 para estudiar con algunos de los mejores profesores de actuación como M. K. Lewis y Margie Harber, entre otros.  Cuando regresó a Alemania en 2000, logró ingresar a la televisión y a la industria cinematográfica alemana. Desde entonces, ha aparecido frecuentemente en novelas, series de TV, películas de televisión y largometrajes.

### Filmografía (selección)
- Goblin 2 (2017)

- Gute Zeiten, schlechte Zeiten (Novela - 2016)
- Stung (película) (2015)
- Zwei Esel auf Sardinien (Película para TV) (2015)
- Twin Sisters or Homeland (Cortometraje) (2013)
- Anna und die Liebe Telenovela (2012)
- Verbotene Liebe Novela (2012)
- Points of You Serie web (2011)
- Lotta & die großen Erwartungen (Película para TV) (2011)
- The Ghost Writer (película) (2010)
- Der Gründer (película - 2010)
- Lotta & die alten Eisen (Película para TV - 2010)
- Die Unbeweglichkeit der Dinge (película - 2009)
- Eine kleine Anekdote (película - 2008)
- Löwenzahn (Serie de TV - 2007)
- Italienisch! (película - 2006)
- Ein Fall für zwei (Serie de TV - 2005)
- SK Kölsch (Serie de TV - 2004)
- Richter Alexander Hold (TV - 2002)
- Denninger (Serie de TV - 2001)
- Gute Zeiten, schlechte Zeiten (Novela - 2000)
- Sin querer (película - 1997)
- Wo ist das Tao? (película - 1988)

### Pianista
Continuó con estudios avanzados en el “Mozarteum” en Salzburg y participó en importantes cursos dirigidos por Hans Leygraf, György Sebök, Leon Fleisher, Maria Curcio y Paul Badura-Skoda. También estudió composición con Witold Szalonek y completó su preparación clásica con seminarios de Improvisación en Jazz por Walter Norris
Su desarrollo artístico estuvo guiado por el estudio intensivo de la Filosofía Fenomenológica de la Música de Sergiu Celibidache. Es también conocida su larga asociación profesional y personal con la renombrada pianista Martha Argerich, así como también los contactos frecuentes con directores como Claudio Abbado y Daniel Barenboim, influencias importantes en su crecimiento personal.
Ha ganado un gran número de premios y galardones (entre otros el premio “Teresa Carreño” en Venezuela), y ha actuado en los Estados Unidos, Europa, América del Sur y Asia en renombrados conciertos como la Filarmónica de Berlín y Konzerthaus Berlin, Teatro Colón en Buenos Aires, Sala Verdi en Milán, Teatro Comunale Bologna, Kennedy Center, Washington D. C., el Music Hall en la Universidad de Miami, en el Arnold Schönberg Center en UCLA, y otros importantes estadios.
Ha aparecido como solista con muchas orquestas internacionales, y ha tocado música de cámara con miembros de la Orquesta Filarmónica de Berlín, de Kammermusikpodium, y la Ensemble Novecento de Italia. También ha sido invitada a participar en numerosos festivales.
Le da a la música argentina un lugar central en su repertorio de actuación y en sus grabaciones. La colección de CDs ofrece una interesante selección de compositores argentinos como Ariel Ramírez, Alberto Ginastera, Astor Piazzolla, Carlos Guastavino, así como composiciones propias.
Sus propios arreglos de tango combinan virtuosismo clásico y un gran sonido del piano con elementos de libre improvisación.